# احمد مکین
احمد مِکین (ترکی استانبولی: Ahmet Mekin) (زادهٔ ۶ آگوست ۱۹۳۲ در استانبول) بازیگر اهل کشور ترکیه است. وی در طول دوران بازیگراش در حدود ۲۰۰ فیلم سینمایی بازی کرده است، که از آن جمله می توان به فیلم سینمایی دختری با روسری قرمز اشاره نمود.